# (90829) 1995 UY5
(90829) 1995 UY5 là một tiểu hành tinh vành đai chính. Nó được phát hiện bởi Seiji Ueda và Hiroshi Kaneda ở Kushiro, Hokkaidō, Nhật Bản, ngày 21 tháng 10 năm 1995.